# Hällestad
Hällestad est une localité de Suède dans la commune de Finspång située dans le comté d'Östergötland.
Sa population était de 322 habitants en 2019.